# Pyramica substricta
Pyramica substricta är en myrart som först beskrevs av Kempf 1964.  Pyramica substricta ingår i släktet Pyramica och familjen myror. Inga underarter finns listade i Catalogue of Life.